# Elisabeth Johanna von Weston

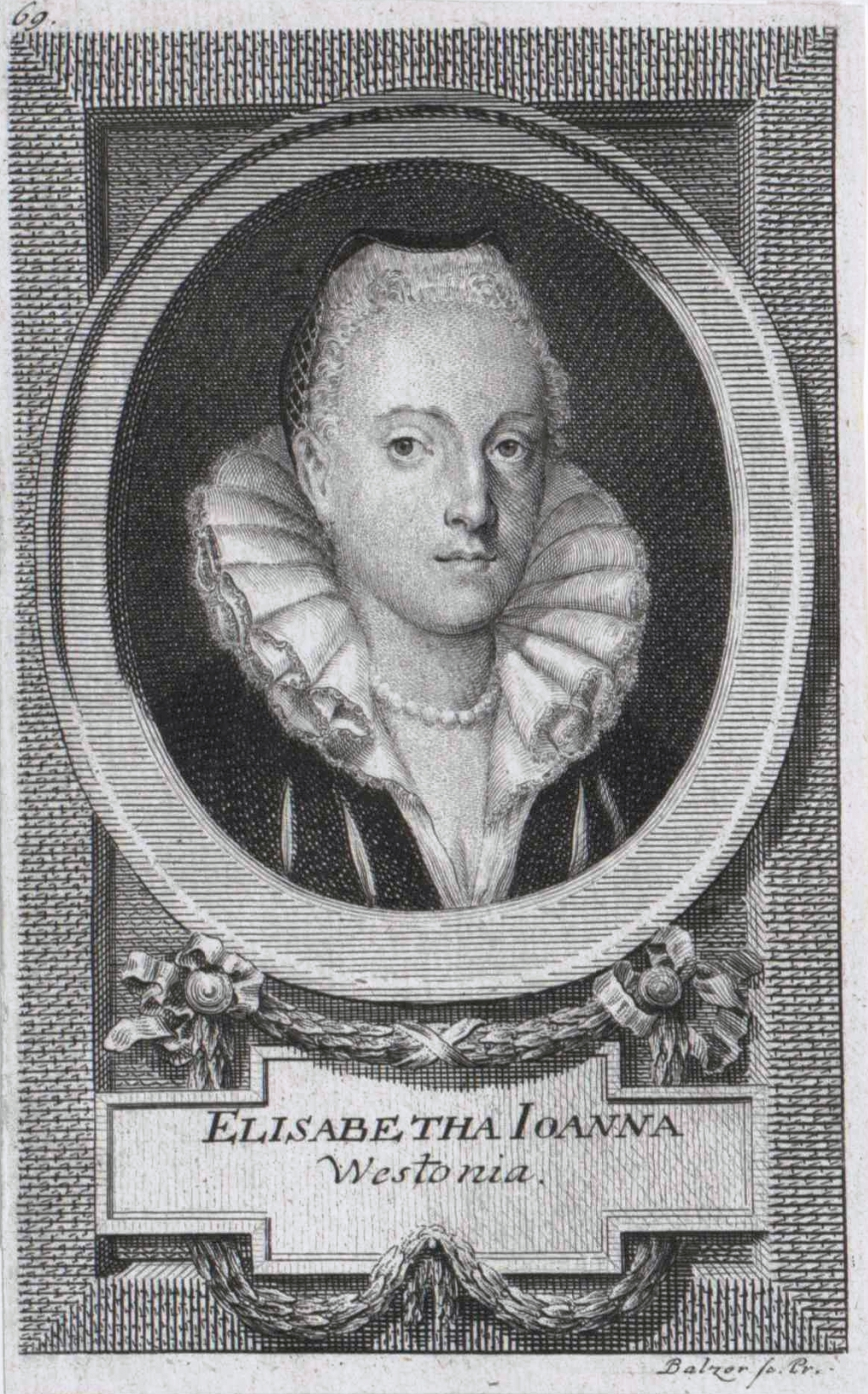
Elisabeth Joanna Westonia (Johann Georg Balzer 1772)

Elisabeth Johanna von Weston (auch Westonia) (* 2. November 1582 in Chipping Norton, Oxfordshire; † 23. November 1612 in Prag) war eine englisch-böhmische Naturforscherin und Dichterin des Späthumanismus.

## Leben und Leistungen
Elisabeth Johanna von Weston stammt aus einer altadeligen englischen Familie. Nach dem frühen Tod ihres Vaters heiratete ihre Mutter den Alchemisten Edward Kelley. Dieser trat in den Dienst Rudolfs II. und kaufte sich ein Gut in Brüx. Elisabeth erhielt dort von Joh. Hammon Unterricht in Latein. Nach dem Tod des Stiefvaters 1597 zog die Witwe mit ihrer Tochter nach Prag, um die Erbschaft zu regeln. Der Tod ihres Bruders Johann Franz Weston (* 1580; † 4. November 1600), der an der Universität Ingolstadt studiert hatte, veranlasste sie Gedichte zu schreiben. Freunde und Unterstützer fand sie in Georg Barthold Pontanus von Breitenberg, Georg Carolides, Wilhelm von Rosenberg, Julius Caesar Scaliger, Justus Lipsius, Jan van der Does und Paul Melissus. Von Melissius, Scaliger und Lipsius erhielt sie 1601 einen „poetischen Lorbeerkranz“. 1603 heiratete sie Johann Leo. Sie hatte sieben Kinder. Bei einer Geburt starb sie am 23. November 1612 in Prag. Sie wurde auf dem Friedhof der St.-Thomas-Kirche begraben. Sie schrieb Epigramme, Oden, Elegien, Fabeln und Distichen.
1772 fertigte der Kupferstecher Johann Georg Balzer ein Bildnis von ihr an.

## Werke
- Poëmata. Sciurinis, Francofurti Oderam 1602, Band 1, Digitalisat; Band 2, Digitalisat
- Parthenicon. Pauli Sessius, Prag 1606, Liber 1, Digitalisat; Liber 2, Digitalisat; Liber 3, Digitalisat
- Elisabethæ Joannæ Westoniæ, Nobilis Anglæ, & Poëtriæ longè celeberrimæ, Opuscula, quæ quidem haberi potuerunt. Nunc cum Præfatione, succinctam Illustris Auctoris memoriam & vitæ delineationem complexâ […] edita studio ac operâ Joannis Christophori Kalckhoff, dicti Daum, I. U. Licentiati & Serenissimorum Principum Hasso-Rhenofelsensium in Cancellaria Rotenbergensi Consiliarii. Cramer. Francofurti 1724, Digitalisat

### Bilder
- Bildnis der Elisabetha Ioanna Westonia Johann Georg Balzer (1772) (Digitaler Porträtindex)
- Frauen, 17. Jahrhunderts (Österreichische Nationalbibliothek)